# Espace Cardin 1977
Espace Cardin 1977 ist ein Jazzalbum von Dexter Gordon, das am 25. September 1977 im Espace Pierre Cardin aufgenommen und 2018 bei Elemental Music veröffentlicht wurde. Es ist die einzig bekannte Aufnahme des Saxophonisten mit dem Pianisten Al Haig.

## Hintergrund
1977 trat Gordon im Espace Cardin im Kunstkomplex Théâtre de la Ville de Paris im 8. Arrondissement von Paris auf. Das Konzert wurde damals aufgenommen; der Mitschnitt blieb jedoch unveröffentlicht. Im Dexter Gordon Quartet spielten der Pianist Al Haig, der Bassist Pierre Michelot und der Schlagzeuger Kenny Clarke. Das Repertoire umfasste Gordons Kompositionen „Sticky Wicket“, „Antabus“ und „A La Modal“, den Standard „Body and Soul“, „Oleo“ von Sonny Rollins und zum Abschluss den Jazzklassiker „’Round Midnight“ von Thelonious Monk, gespielt in Triobesetzung mit Haig, Michelot und Clarke. In „A La Modal“ wechselte Dexter Gordon zum Sopransaxophon und arbeitete Bestandteile von „My Favorite Things“, „A Stranger in Paradise“ und „Dearly Beloved“ ein, während Haig Akkordfolgen aus Miles Davis’ „So What“ einbettete.

## Titelliste

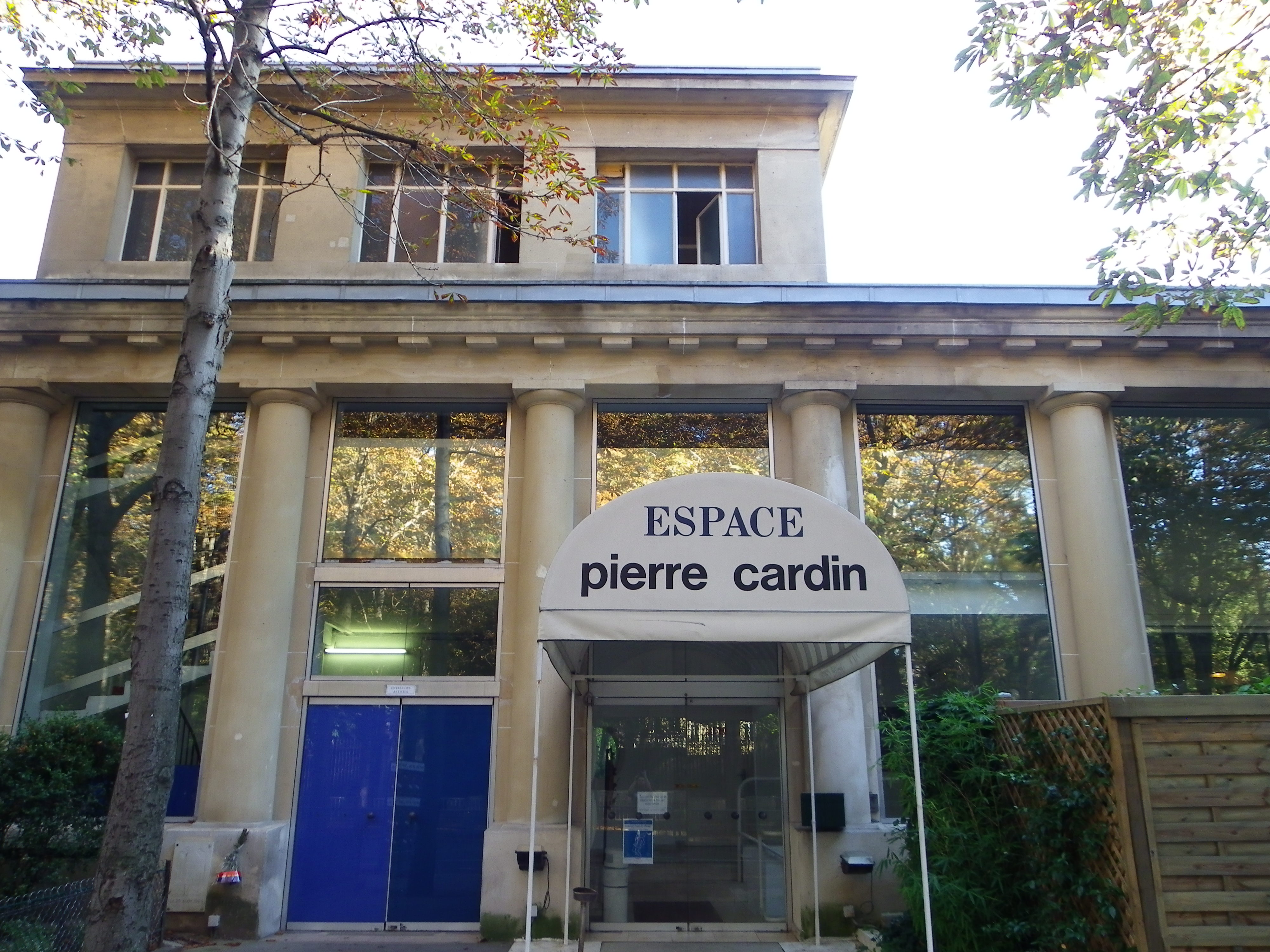
Espace Cardin, von der Avenue Gabriel aus gesehen.

- Dexter Gordon Quartet: Espace Cardin 1977 (Elemental Music – 5990431[2])

1. Sticky Wicket (Dexter Gordon) 13:22
2. A La Modal (Dexter Gordon) 13:45
3. Body and Soul (Edward Heyman, Frank Eyton, John Green, Robert Sour) 14:05
4. Antabus (Dexter Gordon) 8:51
5. Oleo (Sonny Rollins) 9:47
6. 'Round Midnight (Thelonious Monk) 8:40

## Rezeption
Marc Myers schrieb in Jazzwax, es sei interessant, die beiden Alben Live at Persepolis Utrecht 1963 und Espace Cardin 1977 nacheinander anzuhören. Man könne dabei erleben, wie Gordon in den 14 Jahren zwischen den beiden Auftritten als Künstler gereift sei. „Wir hören ihn auch mit zwei hervorragenden Trios. Besonders interessant“ seien die Unterschiede zwischen den Versionen von „Body and Soul“, die auf beiden Alben erscheinen. „Gordon war natürlich außergewöhnlich, egal wo und wann er blies.“ Myers merkte kritisch an, dass aus irgendeinem Grund Kenny Clarkes Schlagzeug „bombastisch laut gemischt wurde. Auf der anderen Seite ist es ziemlich geschickt, Clarke in Aktion zu hören.“